# Tor Frylmark
Tor Frylmark, född 1950 i Börstil i Uppland, är en svensk präst som 2002-2017 var domprost i Härnösands stift. Tor Frylmark är numera bosatt i Storvreta utanför Uppsala. 
Åren 2002-2017 var Tor Frylmark domprost i Härnösands domkyrkoförsamling och stift. Under sin tid som domprost hade han i uppdrag av biskopen att vara ledamot i Härnösands och Luleå stifts råd för forskning och utbildning (HoLruf). Han var även ordförande i samrådsgruppen mellan stiftet och länsstyrelserna i Västernorrland och Jämtland angående kyrkoantikvariska frågor. 2006-2017 var han kontraktsprost i Härnösand-Kramfors kontrakt. Tor Frylmark tog initiativ till regnbågsmattan som sedan september 2014 finns i Härnösands domkyrka. 
På riksplanet var Tor Frylmark 1986-2001 ledamot i kyrkomötet. Han tillhörde kyrkomötets andra kyrkolagsutskott fram till och med 1999 och sedan kyrkorättsutskottet. Under åren 1986-1995 var han ersättare i kyrkomötets besvärsnämnd och därefter ledamot till och med 1999. Vidare var han 2000-2002 ledamot i Svenska kyrkans överklagandenämnd. I arbetet inför den nya kyrkordningen var han ledamot i den så kallade Personalutredningen.
Tor Frylmark var uppförd i tredje förslagsrummet vid val till biskop i Uppsala stift 1990, kom på fjärde plats i samma stift 2000 samt på tredje plats vid biskopsvalet i Härnösands stift 2009.